# Conistra rufescens
Conistra rufescens là một loài bướm đêm trong họ Noctuidae.